# BMW IIIa
Le BMW IIIa était un moteur d'avion à six cylindres en ligne, refroidi par eau, le premier produit de BMW. Son succès a jeté les bases de la réussite future de la marque bavaroise. Il est surtout connu comme le groupe motopropulseur du Fokker D.VIIF, qui a surpassé tous les avions alliés de la Première Guerre mondiale.

## Conception et développement
Le 20 mai 1917, Rapp Motorenwerke (en) (qui est devenu plus tard cette même année BMW GmbH) a enregistré la documentation pour la conception de la construction d'un nouveau moteur, baptisé BMW III. Conçu par Max Friz et basé sur le moteur Rapp III, c'était un six cylindres, arbre à cames en tête, tout comme le Mercedes D.III, qui garantit un équilibre optimal, donc peu de petites vibrations. Il a été conçu avec un taux de compression élevé (pour l'époque) de 6,4:1. Les premières épures de la conception étaient disponibles en mai, et le 17 septembre le moteur était sur banc d'essai. Après un premier vol réussi en décembre 1917, la production de masse a commencé début de 1918.
Les autorités militaires étaient responsables du fait que le premier produit BMW a été désigné par un III à la place d'un I. Au début de 1917, l'Idflieg a imposé une désignation uniforme pour les moteurs d'avions, avec un chiffre romain se référant à la classe de performance. La catégorie de classe 0 (zéro) de la puissance du moteur était pour les moteurs jusqu'à 100 ch (75 kW), tels que le gnome Lamba-clone de 80 ch (60 kW), la classe I était réservée aux moteurs de 100  à   200 ch (89 kW), la classe II pour les moteurs 120  à   150 ch (110 kW). Le moteur BMW développait 185 ch (138 kW) et a été classé dans la catégorie III.
Le moteur a été un succès, mais la véritable percée est venue en 1917, lorsque Friz a intégré un papillon des gaz fondamentalement simple dans le "carburateur à haute altitude", permettant au moteur de développer sa pleine puissance loin du sol. Brûlant un carburant spécial à haut indice d'octane, de l'essence mélangée avec du Benzol, le carburateur ajustait la richesse du mélange air-carburant selon l'altitude de l'avion. Cela a permis au moteur, désormais baptisée BMW IIIa, de développer une puissance constante de (200 chevaux (150 kW) à une altitude de 2 000 mètres, un avantage décisif sur les moteurs concurrents.

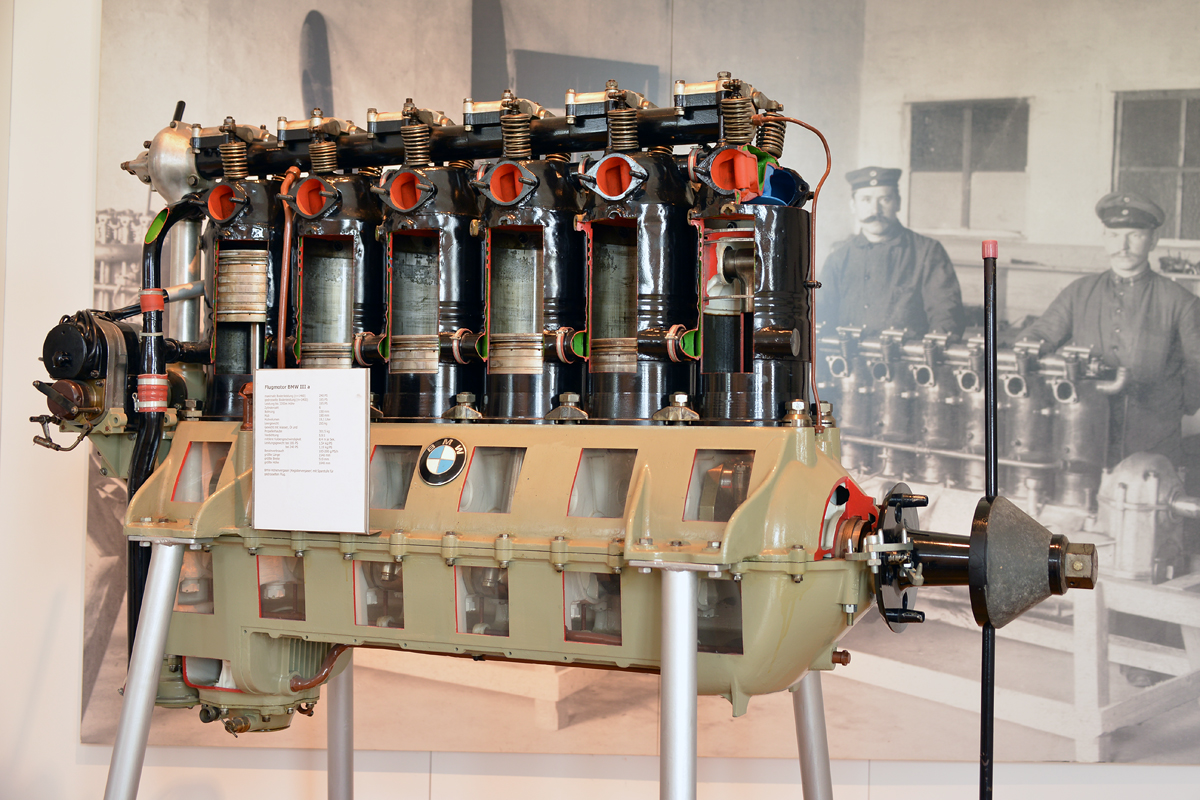
BMW IIIa au Luftwaffenmuseum

Des puissances nominales allemandes et britanniques différaient apparemment. Les essais britanniques après-guerre ont attribué 230 ch au BMW IIIa. Cela correspond aux évaluations britanniques du moteur Mercedes D IIIa donné par les Britanniques à 180 chevaux (170 ch pour les allemands) et le DIIIau à 200 chevaux (180 ch allemands). Cette différence peut expliquer la différence significative de performances du Fokker D.VIIF équipé de BMW IIIa contre ses adversaires alliés propulsés par Mercedes D.VII. La norme allemande Pferdstärke a été exprimée au début du XXe siècle comme étant une unité de presque 735,5 watts, tandis que l'unité britannique est basée sur le 33 000 lb pi/min, ce qui correspond à 745,7 watts.
La capacité d'accéder à la puissance à des altitudes élevées était la raison pour laquelle ce moteur avait une supériorité unique en combat aérien. Il a été utilisé principalement sur le Fokker D VII et les Junkers A 20 (en) et Junkers F 13. Lorsqu'il est équipé du moteur BMW IIIa, le Fokker D VII pourrait grimper plus vite que tout opposant allié rencontré au combat. Très maniable à toutes les vitesses et altitudes, il s'avérait redoutable pour les avions de combat britanniques ou français de 1918. La réputation du moteur 6 cylindres en ligne refroidi par l'eau a grandi très rapidement après que ses capacités ont été prouvées dans des combats aériens par la Jasta 11, l'escadron du « baron rouge ». Ernst Udet, chef d'escadron de la Jasta 11 pendant la Première Guerre mondiale, a reconnu la performance exceptionnelle du moteur BMW IIIa :
« Il ne fait aucun doute que le moteur BMW a été le point culminant absolu dans le développement de la puissance de l'unité vers la fin de la guerre. La seule mauvaise chose est qu'il est arrivé trop tard. »
Environ 700 moteurs ont été construits par BMW, cependant, la demande importante pour le nouveau moteur d'avion BMW IIIa de Munich (associé à un manque de capacité de production) a fait qu'une partie de la production a été transférée à l'usine Opel de Rüsselsheim am Main.
Le 13 septembre 1919, Franz Zeno Diemer (en) a établi un record du monde d'altitude pour un avion de transport de passagers (6 750 mètres avec huit personnes à bord) sur un Ju F-13 équipé d'un moteur BMW IIIa.

## Applications
- Aero A.18
- Aero A.26
- Aero Ae 04
- Fokker C.I (en)
- Fokker D.VII
- Dobi-III
- Junkers D.I
- Junkers F.13
- Letov Š-3 (en)
- LFG Roland D.XV
- LFG Roland D.XVII